# عائلة جنبلاط
عائلة جنبلاط (بالكردية: جانپۆلاد كانبولاد، وتعني "الجسد الفولاذي" أو "الروح الفولاذية")، وتُكتب أيضًا جنبلاط وجنبلاط) هي عائلة درزية بارزة، تسكن قضاء الشوف في جبل لبنان، وهيمنت على المشهد السياسي الدرزي منذ القرن الثامن عشر. يرأس العائلة حاليًا السياسي المخضرم وليد جنبلاط، نجل وخليفة كمال جنبلاط، أحد أكثر الشخصيات تأثيرًا في السياسة اللبنانية الحديثة. وقد ساهم أفراد آخرون من العائلة في الحياة الثقافية والاقتصادية والاجتماعية في لبنان. شغل خالد جنبلاط، وهو ابن عم بعيد لوليد جنبلاط، منصب وزير الاقتصاد، وكان سياسيًا بارزًا في لبنان لسنوات عديدة حتى وفاته عام 1993. إلى جانب عائلة الشوف، تمتلك العائلة قصورًا وفيلات في منطقة كليمنصو الراقية في بيروت، وفي منطقة شمال غرب صيدا.

## التاريخ

### الأصول
يستند الإجماع العلمي على أصول عائلة جنبلاط إلى تاريخ المؤرخ المحلي طنوس الشدياق من القرن التاسع عشر، مع بعض الاختلافات. استشهد الشدياق بسجلات الأنساب والتقاليد الشفهية، التي يعود مصدرها بشكل رئيسي إلى الزعيم الدرزي الشيخ خطار تلحوق. ويقبل كمال جنبلاط، رئيس عائلة جنبلاط في منتصف القرن العشرين، هذه الرواية عمومًا على أنها صحيحة.

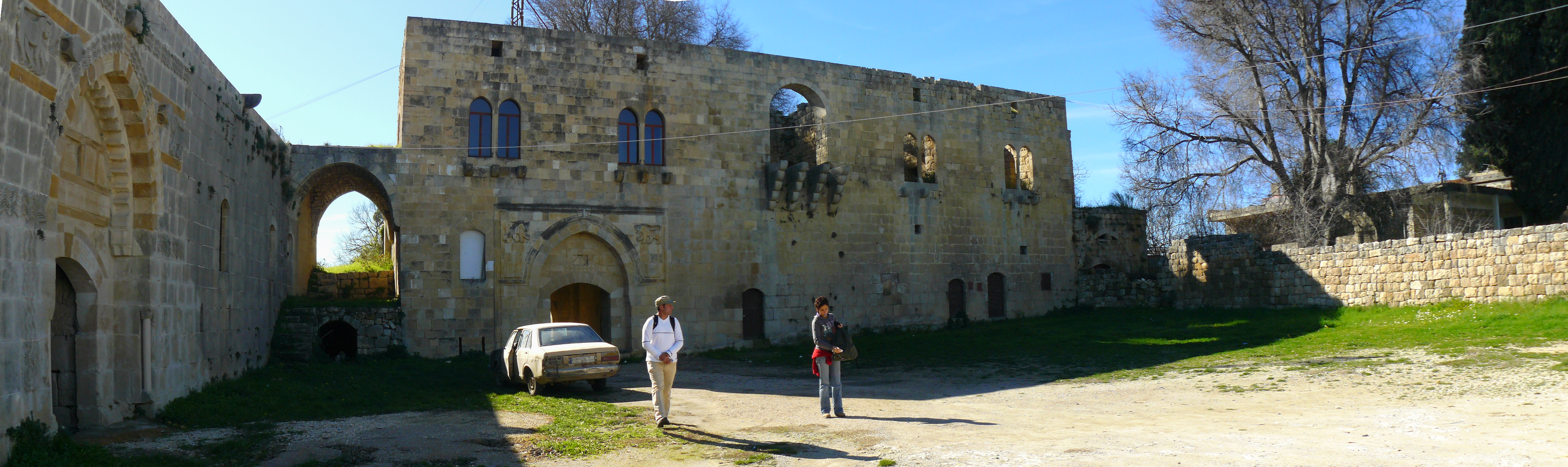
قصر في بعذران، وهي قرية استوطن فيها أحد أسلاف عائلة جنبلاط المفترضين في القرن الثامن عشر

يُعتبر آل جنبلاط، في الغالب، من نسل أو أقارب علي جنبلاط، الزعيم القبلي الكردي والدولة العثمانية لحلب، والذي استقر في منطقة الشوف بجبل لبنان بعد هزيمة علي جنبلاد باشا وسجنه وإعدامه في الفترة من 1607 إلى 1611 بفترة وجيزة. "جنبلاط"، أو بالأحرى "جنبلاط"، هو النسخة العربية من الاسم الكردي "جنبلاط". كان علي حليفًا للأمير الدرزي الأعظم، الحاكم ومحصل الضرائب فخر الدين الثاني من سلالة معن. يرى الشدياق أنه بعد هزيمة علي، تشتتت عائلة جنبلاط، ويذكر أن اثنين من الأعضاء، جنبلاط بن سعيد وابنه رباح، قد بحثا عن مأوى في أراضي فخر الدين، ووصلا إلى بيروت عام 1630. بينما يصف الشدياق جنبلاط بأنه ابن أخ علي، يتكهن المؤرخ بيير روندو بأنه كان حفيد علي.تمت دعوة الأب والابن من قبل الوجهاء المحليين للاستقرار في قرية مزرعة الشوف. بقي رباح في القرية شخصية مرموقة بعد وفاة والده، وخلفه أبناؤه علي وفارس وشرف الدين.
ارتقت مكانة العائلة الاجتماعية عندما تزوج علي من امرأة من عائلة تنوخ النبيلة، ابنة قبلان القاضي، شيخ الشوف. ثم انتقل علي إلى قرية بعذران وبنى مسكنه هناك.عندما توفي قبلان، طلب شيوخ الدروز في الشوف 25000 قرش ودفعوها لخليفة المعان، الأمير الشهابي حيدر، لجعل علي شيخًا أعلى وجباية ضرائب لمنطقتهم. بصفته وارثًا لثروة قبلان، استخدم علي ثروته ومكانته الجديدة لصالح عامة الناس في الشوف، مما أدى إلى تعزيز مكانته. دعم حيدر ضد خصومه الدروز في معركة عين دارة الحاسمة عام 1711. وتقدم المصادر الحديثة تواريخ مختلفة لأحداث حياة علي، حيث يزعم الشدياق أن قبلان توفي عام 1712، ويزعم روندو أن علي توفي عام 1712، ويزعم المؤرخ سليم هيشي أن عليًا تزوج ابنة قبلان عام 1712، ويزعم كمال جنبلاط أن رباح تزوج الابنة.

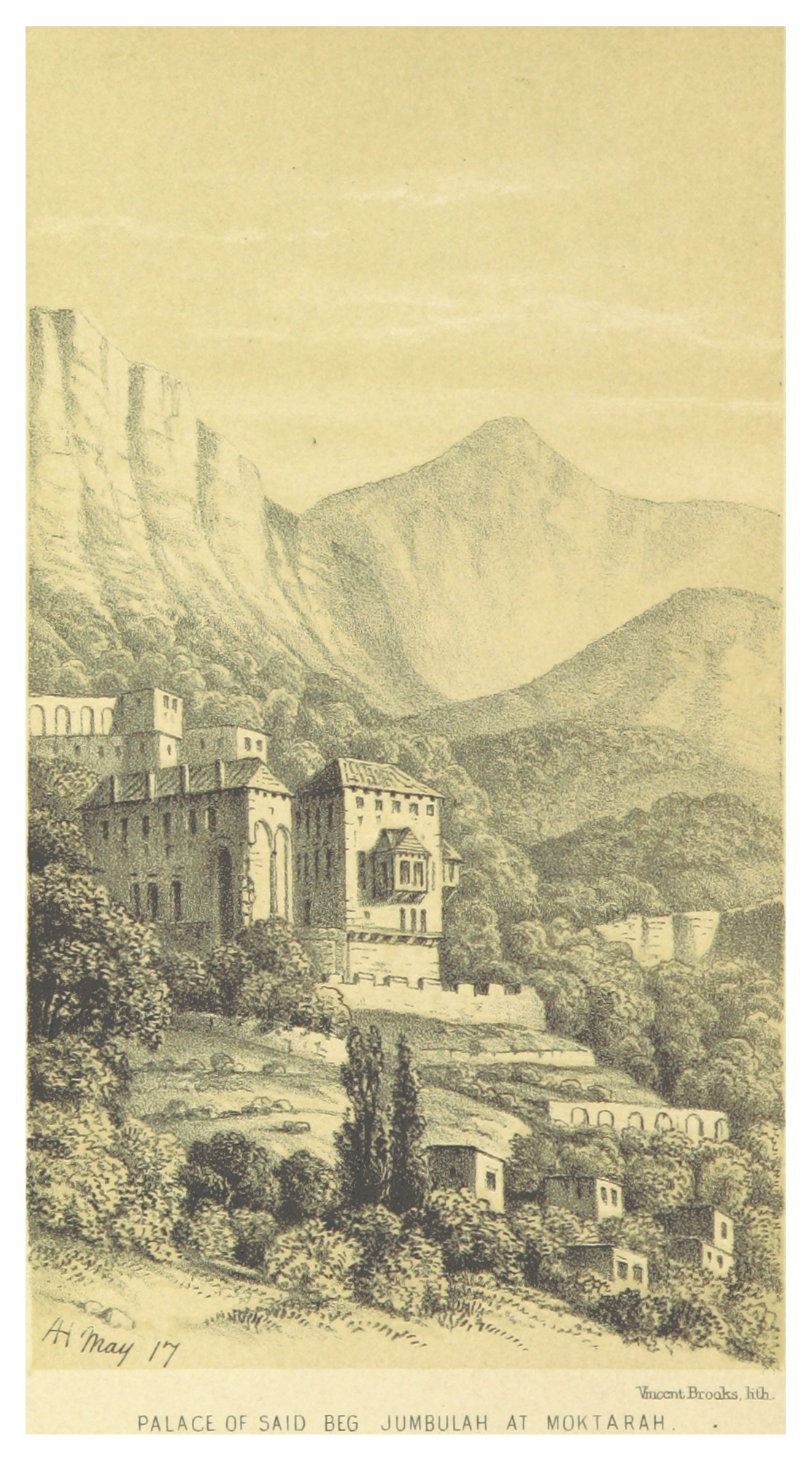
قصر عائلة جنبلاط في مختارة (الشوف)، 1861

وقد شكك المؤرخ عبد الرحيم أبو حسين في كل جانب من جوانب الرواية التقليدية. ويستشهد بوجود شيخ درزي بارز في الشوف يُدعى "جنبلاط" حوالي عام 1614، والذي ذكره أحمد الخالدي، المؤرخ المعاصر ومؤرخ بلاط فخر الدين. كان هذا جنبلاط وأتباعه في صراع مع شيخ درزي منافس من الشوف، وهو حليف فخر الدين المقرب يزبك بن عبد العفيف، خلال ذلك العام، عندما كان حاكم دمشق، حافظ أحمد باشا، يقود حملة ضد آل معين. يُلمح الخالدي إلى أن صراع جنبلاط ويزبك، والذي ربما كان سياسيًا قبليًا، سبق حملة أحمد باشا. سجن يونس، شقيق فخر الدين، جنبلاط في قلعة الشقيف أرنون المعينية لمهاجمته يزبك؛ ووفقًا لرواية شيخ ماروني محلي، شيبان الخازن، كانت جريمة جنبلاط المحددة هي ضرب يزبك جسديًا. بعد فترة وجيزة، أطلق يونس سراح جنبلاط، الذي ذكر الخالدي أن أنصاره استجابوا لاستدعاء أحمد باشا المنتصر ثم عادوا إلى قراهم "بأردية شرف مخططة". في تقييم أبو حسين، استخدم جنبلاط حملة أحمد باشا ضد آل ماعين كفرصة للتحرك ضد حليفهم يزبك و"إحراجهم"، مما دفع آل ماعين إلى سجنه مؤقتًا. في تأريخه، غيّر الشدياق حقائق هذا الحدث إلى أن فخر الدين عيّن جنبلاط بن سعيد لحراسة شقيف أرنون لمدة عام ضد الحاكم والبدوي. شمال فلسطين، تراباي بن علي، عام 1631.
وكان سعيًا لسد الثغرات في الروايات المتضاربة، يقترح هيشي أن الشيخ جنبلاط كان مهاجرًا من عائلة جنبلاط، وقد وصل إلى الشوف قبل أقاربه الآخرين، جنبلاط بن سعيد ورباح المذكورين في تاريخ الشدياق. ويشير المؤرخ ويليام هاريس إلى أنه "لا توجد معلومات عن أصل" الشيخ جنبلاط "أو أي صلة" بآل جنبلاط الأكراد في حلب، ولكن اسم "جنبلاط" لا يظهر في السجلات التاريخية قبل ثورة علي جنبلاط المدعومة من معن.
وفيما يتعلق بدينهم، تكهن كمال جنبلاط بأن العائلة كانت درزية بالفعل في منطقة حلب قبل وصولهم إلى الشوف، وبالتالي لم يعتنقوا الديانة الدرزية، التي تحظر التحول. يعتبر أبو حسين هذا خاطئًا، إذ كان آل جنبلاط الأكراد من أهل السنة والجماعة المتحمسين على المذهب الحنفي، وفقًا للمؤرخ الحلبي أبو وفاء العرضي في القرن السابع عشر. وبصفته زعيمًا راسخًا على ما يبدو للدروز، الجماعة الدينية الأكثر انغلاقًا في بلاد الشام، فمن المرجح أن الشيخ جنبلاط كان من عائلة درزية وليس متحولًا حديثًا عن الإسلام السني، وفقًا لأبو حسين.
تشير الرواية التقليدية إلى أن آل شهاب منحوا آل جنبلاط رتبة "شيخ"، وهي الثانية بعد رتبة "أمير" في نظام ترتيب النبلاء الإقطاعيين في جبل لبنان. كما يعتبر أبو حسين هذا غير معقول، إذ كان آل جنبلاط الأكراد يحملون ألقابًا أميرية، مثل بك أو بيلربي (المعادل التركي لأمير أو أمير الأمراء، على التوالي)، والتي منحتها أو اعترفت بها الحكومة العثمانية. وهكذا، كان آل جنبلاط، بصفتهم من نسل هذه العائلة، يعتبرون أنفسهم أمراء، لا يحملون لقب "شيخ" أدنى مرتبة.
ويشير أبو حسين أيضًا إلى أن لا الخالدي ولا إسطفان الدويهي، المؤرخ الماروني البارز في القرن السابع عشر ورفيق آل معن وشهاب، يذكران انتقال أفراد من آل جنبلاط الأكراد إلى جبل لبنان. ويرى أبو حسين أنه من المستبعد أن يكون الشيخ جنبلاط، لو كان من نسل آل جنبلاط، خصمًا محليًا رئيسيًا لفخر الدين، كما صوّره الخالدي. بل، بصفته دخيلًا يعيش تحت حماية فخر الدين، لكان من المفترض أن يكون حليفًا طبيعيًا. قد تُنفي المكانة السياسية والاجتماعية الرفيعة للشيخ جنبلاط في أوائل القرن السابع عشر فكرة أن زواجه من عائلة قبلان كان الحدث التحويلي الذي رفع آل جنبلاط إلى هذه المكانة في القرن الثامن عشر.